# Calendrier Pirelli

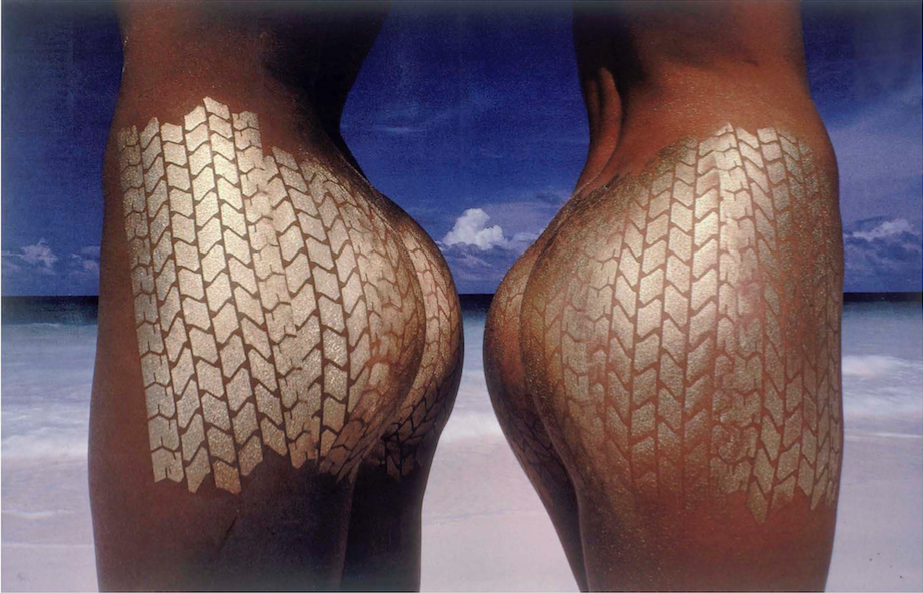
Photo d'Uwe Ommer prise aux Bahamas pour le calendrier Pirelli 1984.

Le calendrier Pirelli est un calendrier publicitaire publié depuis 1964 par la filiale britannique du groupe Pirelli.

## Description
Ce calendrier, souvent surnommé « Le Cal » ou « The Cal », une idée à l'origine de la filiale marketing de la marque, basée en Angleterre, a un tirage limité de quelques milliers d'exemplaires. Il n’est pas vendu, mais seulement offert comme cadeau d’entreprise à des clients importants de Pirelli ou à des célébrités,. Simple cadeau publicitaire à l’origine, le calendrier Pirelli est devenu un objet culte,, sans doute le calendrier le plus prestigieux au monde comme le confirment de nombreux photographes de mode ; Annie Leibovitz précise que travailler pour le Calendrier est comme entrer dans un « club exclusif, un très exclusif club. » Terry Richardson indique que c'est le plus grand moment de sa carrière.  Le Calendrier se distingue par ses photographies consacrées à la beauté féminine, généralement considérées comme glamour, allant jusqu’au nu artistique, parfois osé.
Sa publication a cessé après l’édition 1974 par mesure d’économie à la suite de la récession mondiale qui a suivi le premier choc pétrolier. Il a été ressuscité dix ans plus tard et n’a plus cessé de paraître depuis.
Paraître dans ce calendrier est reçu comme une marque de distinction par les mannequins qui sont choisis, comme pour les photographes chargés de produire les photos.
Parmi les modèles qui ont eu l’honneur du calendrier, figurent Selma Blair, Lauren Bush, Naomi Campbell, Rachael Leigh Cook, Cindy Crawford, Milla Jovovich, Heidi Klum, Kate Moss, Brittany Murphy, Sienna Miller, Julia Stiles, Miranda Kerr, Isabeli Fontana, Eva Herzigova, Daria Werbowy, Elisa Sednaoui, Lara Stone, Natasha Poly, Baptiste Giabiconi, Laetitia Casta, Erin Wasson, Iris Strubegger, Julianne Moore, Gisele Bündchen, Doutzen Kroes, Agyness Deyn, Penélope Cruz, Amy Smart, Adriana Lima, Bridget Moynahan, Shannyn Sossamon, Mena Suvari, Tatiana Zavialova, Rosie Huntington-Whiteley pour n'en citer que quelques-uns.

## Photographes, lieux et modèles

### Les années 1960
- 1964 : Robert Freeman – Majorque
- 1965 : Brian Duffy – sud de la France
- 1966 : Peter Knapp – Al-Hoceima, Maroc
- 1967 : parution suspendue
- 1968 : Harry Peccinotti – Tunisie
- 1969 : Harry Peccinotti – Big Sur, Californie

### Les années 1970
- 1970 : Francis Giacobetti – Paradise Island, Bahamas
- 1971 : Francis Giacobetti – Jamaïque
- 1972 : Sarah Moon – Villa Les Tilleuls, Paris
- 1973 : Brian Duffy – Londres
- 1974 : Hans Feurer – Seychelles
- 1975 - 1983 : parution suspendue

### Les années 1980
- 1984 : Uwe Ommer – Bahamas
- 1985 : Norman Parkinson – Édimbourg, Écosse
- 1986 : Bert Stern – Cotswolds, Angleterre
- 1987 : Terence Donovan – Bath, Angleterre
- 1988 : Barry Lategan – Londres
- 1989 : Joyce Tenneson – Studios Polaroid, New York

### Les années 1990
- 1990 : Arthur Elgort – Séville, Espagne
- 1991 : Clive Arrowsmith – France
- 1992 : Clive Arrowsmith – Almería, Espagne
- 1993 : John Claridge – Seychelles
- 1994 : Herb Ritts – Paradise Island, Bahamas
- 1995 : Richard Avedon – New York
- 1996 : Peter Lindbergh – El Mirage (modèles : Eva Herzigova, Nastassja Kinski, Kristen McMenamy (en), Navia Nguyen, Carré Otis, Tatjana Patitz)
- 1997 : Richard Avedon – New York
- 1998 : Bruce Weber – Miami[4]
- 1999 : Herb Ritts – Los Angeles

### Les années 2000
- 2000 : Annie Leibovitz – Rhinebeck, New York
- 2001 : Mario Testino – Naples, Italie (modèles : Angela Lindvall, Carmen Kass, Aurélie Claudel, Karen Elson, Gisèle Bündchen)
- 2002 : Peter Lindbergh – Hollywood, Los Angeles
- 2003 : Bruce Weber – Campanie, Italie
- 2004 : Nick Knight – Londres
- 2005 : Patrick Demarchelier[5] – Rio de Janeiro
- 2006 : Mert Alas et Marcus Piggot (Mert and Marcus) – Côte d'Azur (modèles : Jennifer Lopez, Kate Moss, Gisèle Bündchen, Natalia Vodianova, Karen Elson et Guinevere van Seenius[6])
- 2007 : Inez van Lamsweerde et Vindooh Matadin – studio (modèles : Penélope Cruz, Sophia Loren, Lou Doillon, Hilary Swank, Naomi Watts)
- 2008 : Patrick Demarchelier[5] – Shanghai, Perle d'Orient
- 2009 : Peter Beard - Désert du Kalahari, Botswana, assisté de Delphine Diallo[7],[8],[9]

### Les années 2010
- 2010 : Terry Richardson[10]
- 2011 : Karl Lagerfeld[11] – Paris, dans un studio parisien (« Une plage, c’est un peu trop cliché. Si vous voulez innover, vous devez pouvoir sortir des sentiers battus ») – Dieux et déesses grecs de l'antiquité (« Plus personne ne croit encore aux dieux, mais les dames du calendrier sont les déesses d’aujourd’hui » Karl Lagarfield)[12] – avec comme modèles Daria Werbowy en Artémis, Elisa Sednaoui en Flora, Baptiste Giabiconi en Apollon, l'actrice américaine Julianne Moore en Héra, Iris Strubegger en Athéna, Erin Wasson en Ajax et d'autres encore, il y a en tout 21 modèles.
- 2012 : Mario Sorrenti[13] – Corse, avec notamment Isabeli Fontana, Milla Jovovich, Kate Moss, Natasha Poly et Lara Stone
- 2013 : Steve McCurry – Rio de Janeiro[1], avec Hanaa Ben Abdesslem, Sonia Braga, Isabeli Fontana, Liya Kebede, Karlie Kloss, Kyleigh Kuhn, Adriana Lima alors enceinte[14], Marisa Monte, Petra Němcová, Summer Rayne Oakes et Elisa Sednaoui.
- 2014 : Helmut Newton, avec une édition reprenant une série de photographies de 1986 non éditée[15].
- 2015 : Steven Meisel avec Gigi Hadid…
- 2016 : Annie Leibovitz (sans nus)[16]
- 2017 : Peter Lindberg
- 2018 : Tim Walker, les modèles sont tous noirs, parmi lesquels : Naomi Campbell, Sean Combs, Whoopi Goldberg.
- 2019 : Albert Watson